# Cyrtopodium willmorei
Cyrtopodium willmorei är en orkidéart som beskrevs av George Beauchamp Knowles och Frederic Westcott. Cyrtopodium willmorei ingår i släktet Cyrtopodium, och familjen orkidéer. Inga underarter finns listade i Catalogue of Life.